# سلام رومی

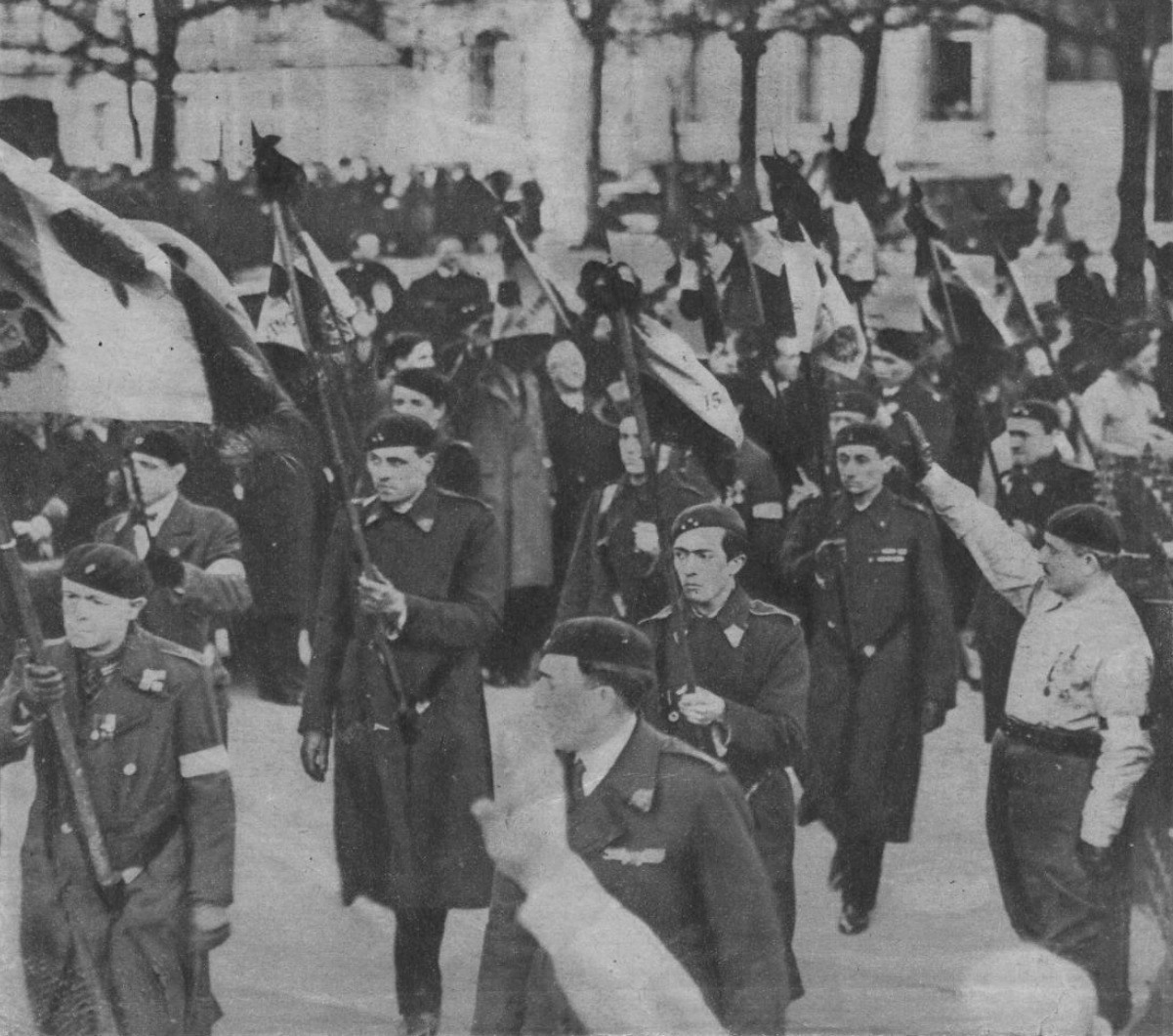
سلام رومی در تظاهرات هواداران فاشیسم در پاریس، ۱۹۳۴ میلادی

سلام رومی (به ایتالیایی: saluto romano) گونه‌ای سلام نظامی است که با دست راست کشیده رو به جلو، انگشتان چسبیده به هم و کف دست رو به پایین اجرا می‌شود. اینگونه سلام امروزه از نمادهای فاشیسم شمرده می‌شود. مأخذ آن روم باستان است، اگرچه در متون ادبی لاتین سخنی از این سلام نیست، با این همه در آثار هنری رومی نمونهٔ آن هست و از همان‌جا هم استخراج شده است.
از ۱۹۲۳ رژیم فاشیست ایتالیا از این سلام بهره گرفت. از ۱۹۲۶ حزب ناسیونال‌سوسیالیست کارگران آلمان نیز این سلام را به کار گرفت که معروف به سلام نازی شد. پس از جنگ دوم جهانی در اتریش و آلمان سلام نازی عملی مجرمانه تلقی می‌شود. در آلمان انجام این سلام می‌تواند تا سه سال زندان در پی داشته باشد.
حزب طلوع طلایی یونان از گروه‌هایی است که که امروزه به طور غیررسمی از این سلام بهره می‌برد.